# Enontekiö
Enontekiö (Noord-Samisch: Eanodat; Zweeds: Enontekis) is een gemeente in het Finse landschap Lapland.

## Algemeen
De naam is ontleend aan het Samisch; het betekent schepper van (grote) rivieren; Ena betekent grote rivier; tehdä maker van. In de gemeente ontspringen de Könkämärivier, de Ounasrivier, Ivalorivier en de Tenorivier met tal van zijrivieren. De gemeente kwam tot stand in 1877. De laatste eeuw raakte de gemeente langzamerhand ontvolkt. De afstanden binnen de gemeente, dus ook naar de diensten, zijn groot. Het heeft 1.811 inwoners (2022), waarvan circa 800 in Hetta, de “hoofdstad” wonen. Naast de 2000 inwoners, waarvan nog 20% Saami, lopen er ongeveer 20 000 rendieren rond. Het oppervlak bedraagt 7.953,44 km², voor 99% bestaand uit wildernis. Het is ongeveer tweemaal zo groot als Noord-Holland. Het is op Savukoski na het dunst bevolkt (0,25 inwoners per km²). De gemeente wordt ook wel de arm van Finland genoemd, voor de herverdeling van grootverdeling na de Tweede Wereldoorlog had Finland de omtrekken van een vrouwenfiguur en Enontekiö was een van de armen. De Finse benaming is Käsivarsi (arm); de belangrijkste weg in de gemeente heet dan ook Käsivarrentie; het is de Europese weg 8.

## Geografie
De gemeente ligt in het linkeroor van Finland, ingeklemd tussen de Zweedse gemeente Kiruna en de Noorse gemeenten Storfjord, Gáivuotna, (Kåfjord), Nordreisa, and Kautokeino. Binnen Finland grenst het aan Muonio), Kittilä en Inari. De gemeente bestaat uit wildernis; de dorpen liggen bijna allemaal langs de belangrijkste wegen in de gemeente (en ook provincie), de E8 (noord-zuid), de Finse rijksweg 93 (oost west) en Finse weg 956.

### Dorpen
Het belangrijkste dorp en bestuurscentrum is Hetta, ook weleens Enontekiö genoemd, of Hetta Enontekiö. Het dorp ligt op de kruising van de wegen 93 en 956. Andere plaatsen van nog enige betekenis zijn Kilpisjärvi, Kaaresuvanto en Palojoensuu, gedrieën gelegen aan de Könkämärivier / Muonio. De volgende dorpen liggen in de gemeente:
| - Hetta (Heahttá) - Jatuni (Jáhton) - Kaaresuvanto (Gárasavvon) - Kelottijärvi (Gelotjávri) - Ketomella (geen Saaminaam) - Kilpisjärvi (Gilbbesjávri) - Kultima (Gulddán) - Kuttanen (Cuhttás) - Leppäjärvi (Leaibejávri) - Luspa (Luspevari) - Markkina (Markan) - Maunu (Mavdan) - Muotkajärvi (Muotkajávri) | - Näkkälä (Neahčil) - Nartteli - Nunnanen (Njunnás) - Palojärvi (Bálojávri) - Palojoensuu (Bálojotnjälbmi) - Peltovuoma (Bealdovuopmi) - Raittijärvi (Ayzzásjávri) - Ropinsalmi (Roabejávvregeahci) - Saivomuotka (geen Saaminaam) - Sonkamuotka (Soangamuotki) - Vähäniva (geen Saaminaam) - Vuontisjärvi (Vuottesjávri) - Ylikyrö (geen Saaminaam) |

## Topografie
De gemeente is de enige gemeente binnen Finland, waarbinnen het Scandinavisch Hoogland ligt. De meest bekende bergen zijn de Halti (1324 meter) en Saana (1029 m), die laatste is een heilige plaats voor de Saami. Daarnaast zijn er nog een twintigtal bergen hoger dan 1000 meter in de gemeente. Binnen de gemeente ligt het Pallastunturi- Ounastunturimassief met afgesleten bergtoppen (tunturi) die boven het lover uitsteken. Alhoewel er vele meren liggen zijn ze relatief van kleine omvang; grootst qua oppervlakte zijn het Pöyrismeer, het Kilpismeer en het Ounasmeer, waaraan Hetta ligt.

## Natuur

Wapen van Enontekiö

De gemeente ligt in een zone van landklimaat; koude winters en relatief warme zomers. De winters zijn zo streng dat bijvoorbeeld het Kilpisjärvi soms tot midzomer is dichtgevroren; men kan dan nog makkelijk een auto parkeren op het ijs. In het zuiden groeien nog enkele loofbomen, waaronder de berken, naar het noorden worden het naaldbomen, maar ook die krijgen vaak geen kans zich volledig te ontwikkelen. Langs de snelweg ligt een uitgestrekt moeras waarop allerlei grassen en korstmossen groeien, in een toendravegetatie. Deze bieden geen enkele bescherming tegen koude ijswinden in de winter en de 24-uurszon in de zomer. Gezien de hoeveelheid water en waterhoudende grond is het een ideale plaats voor de mug, die in de zomer dan ook talrijk aanwezig is. Met het dalen van de temperatuur in de herfst komen dan de knutten, dus barbecueën is niet altijd even prettig op een dag dat je toch 24 uur zon hebt. Met insecten komen dan ook talrijke vogels, met name zwaluwen, een enkele verdwaalde koekoek en opvallend veel ganzen en zwanen, die op doorreis zijn en hier een voedselgebied van ongekende omvang aantreffen. Daarnaast nog de morinelplevier en sneeuwuil.
Allesoverheersend zijn echter de rendieren, soms solitair en dan weer in kuddes, die, hoewel gedomesticeerd, in dit grote onbewoonde gebied in het wild lopen. Ze zijn samen met de elanden door hun hoeven uitermate geschikt voor dit zompige terrein; op verhard terrein zoals de snelweg kunnen zij veel minder makkelijk uit de voeten. Daarnaast worden soms poolvossen gesignaleerd, af en toe een lynx. Tot slot wemelt het van kleine zoogdieren zoals de lemming en muizen. De belangrijkste vogel in het gebied is het moerassneeuwhoen; deze vogel diende in arme tijden als voedsel en werd zo belangrijk dat zij inmiddels opgenomen is in het wapen van de gemeente; het wapen is ontworpen door Olof Eriksson.

## Klimaat
Het klimaat wordt enigszins getemperd door de aanwezigheid van de Atlantische Oceaan en haar warme Golfstroom. Dit wordt echter weer deels tegengewerkt door de ligging achter de Noorse bergen. meren en rivieren vriezen ’s winters dicht en zorgen daarmee voor grensverkeer (en in het verleden smokkelroutes). Enontekiö is wel de gemeente met de laagste gemiddelde temperatuur en Kilpisjärvi spant daarbij de kroon met een gemiddelde van −2,3 °C. In de winter, met name januari, kan de temperatuur dalen tot −40 °C en in de zomer oplopen tot ongeveer 29 °C. De zomers zijn echter maar kort; het bloeiseizoen is gemiddeld maar 100 dagen per jaar. Daarbij schommelt de temperatuur hevig. Doordat de zon niet ondergaat kan het voorkomen dat de temperatuur in de nacht doorstijgt. Binnen 24 uur kan soms een temperatuurverschil van meer dan 20 °C gemeten worden. In de winter geldt dit ook; bij een noordoosten tot oostenwind kan de temperatuur 20 °C dalen, door het ontbreken van zonnestralen. In de winter valt veel sneeuw, op 19 april(!) 1997 viel er 190 cm sneeuw in Kilpisjärvi. De sneeuw blijft op sommige plaatsen tot midzomer liggen.

## Geschiedenis
Ondanks het harde klimaat waren er toch al vroeg na het laatste glaciaal mensen in het gebied. Eerst de mensen van de Komsacultuur, die zich vestigden rond het Ounasmeer (6000 voor Christus). Later kwamen de Saami (3000 voor Christus); deze afkomstig van de Fins-Oegrische volken hebben het gebied lang gedomineerd met hun rendierhoeden, jagen en vissen. Alle landschapsvormen hebben een Saaminaam.
Later kwamen niet de Finnen, maar de Zweden, die dit gebied hebben gekolonialiseerd. Zijn brachten tevens het christendom en verdreven daarmee gedeeltelijk het sjamanisme van de Saami; het laatste is echter nooit helemaal verdwenen. Het christendom kwam ook in de 16e eeuw in de vorm van een kerk; eerst nog in Rounala en Zweden. Die kerk diende niet alleen voor het geloof, maar werd ook een soort handelscentrum, omdat men dan toch bij elkaar was. Er werd ook recht gesproken. In 1611 kwam de eerste kerk binnen de gemeente; in het Zweedse Markkina, nadat de kerk in Rounala vernietigd was (de meeste gebouwen in dit gebied zijn van hout.
De Saami bleven het gebied bevolken, ze leefden een nomadisch bestaan dat op de dag van vandaag (op kleine schaal) nog bestaat. In de zomer trekken ze mee met de rendieren; in de winter klontert men samen in de dorpen. Eind 17e eeuw trekken dan de eerste Finnen het gebied in en brengen landbouw op wat grotere schaal. De Saami werden door de Finnen op een gegeven moment overheerst.

## Russische overheersing
Toen Zweden in 1809 Finland aan Rusland moest afstaan, werd ook het gebied van Enontekiö toegewezen aan Finland. De grens werd getrokken bij de grootste rivier van dit gebied, de Könkämärivier, haar opvolger Muonio en verder naar het zuiden de Torne. De kerk van Markkina, die aan de verkeerde oever van de rivier stond, werd in 1826 afgebroken en verscheept naar Palojoensuu. Men noemde het toen de vierde kerk van Enontekiö. Inmiddels was Hetta echter de grootste plaats geworden en men verhuisde de kerk naar Hetta (1864). Doordat de grens met Noorwegen (1852) en Rusland (1889) gesloten werden voor Finnen, konden de Saami in dit gebied alleen nog naar het oosten trekken en zij bevolkten daarom toen ook het rechteroor/-arm (Petsamo) van Finland. De grens met Zweden werd een smokkelroute, want in de winter bestaat de grens eigenlijk niet: men kan gewoon de rivier overlopen. In 1877 vond de scheiding plaats tussen kerk en staat en kreeg de gemeente Enontekiö haar politieke functie. In de Eerste Wereldoorlog vluchtten soldaten de grens over naar het neutrale Zweden. Toen Finland zich in 1917 onafhankelijk van Rusland verklaarde, bleef Enontekiö bij Finland.

## Tweede Wereldoorlog

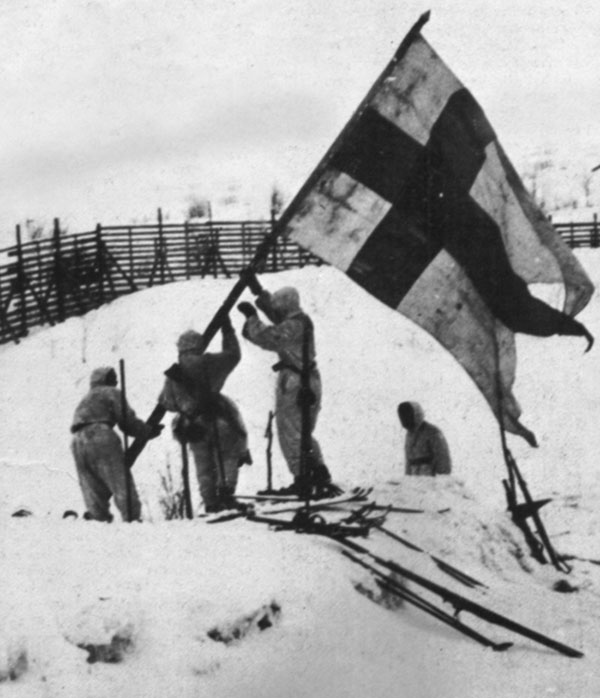
Hijsen van Finse vlag, nadat laatste Duitse soldaat is vertrokken

In de Tweede Wereldoorlog kiest men om praktische redenen de kant van Duitsland; niet omdat zij het naziregime vereerden, maar men wilde definitief van de Russische invloed af. De Duitsers maakten van die gelegenheid gebruik om via Finland de Noorse havens te verkrijgen om zo voldoende materiaal en manschappen ter plaatse te krijgen. Ook Petsamo (toen nog Fins) diende daarvoor. Als op 4 september 1944 Finland een wapenstilstand met Rusland sluit, keren de Duisters zich tegen de plaatselijke bevolking. Gedurende de Laplandoorlog brandden de Duitsers tijdens hun terugtrekking alles plat; alleen Palojoensuu blijft redelijk gespaard. Op 27 april 1945 verliet de laatste Duitser de provincie bij Kilpisjärvi.

## Bevolking
De gemeente raakt langzaam ontvolkt. Een economische crisis heeft grote impact in dit gebied, dat arm is aan grondstoffen. Bovendien is het aanvullend transport relatief duur vanwege de grote afstanden tussen de dorpen. Ongeveer een vijfde van de bevolking is van Saami-afkomst. Sinds enige tijd worden de Saami als minderheid erkend en mag men de eigen taal en cultuur weer ontwikkelen en behouden; het gebied is daarmee tweetalig geworden en op vele officiële stukken en bijvoorbeeld verkeersborden is het Noord-Samisch inmiddels opgedoken. Bekende Saami zijn de kunstenaar Nils-Aslak Valkeapää en de joikzanger Wimme

## Religie
Naast het nog steeds voorkomende sjamanisme wordt in de provincie meestal de leer aan gehouden van Lars Levi Laestadius; deze pastoor verspreidde zijn leer vanuit het Zweedse Kaaresuando (1826-1849); het paste binnen de Lutheranisme, dat de staatsgodsdienst is. Men viel eerst onder de stiel van stad en Muonio, maar is inmiddels zelfstandig sinds 1916.

## Economie
Het gebrek aan grondstoffen en de grote afstanden maken dit gebied in economisch opzicht weinig interessant. Landbouw en bosbouw zijn nauwelijks mogelijk en er is geen manier gevonden om de grondstoffen naar boven te krijgen. Men is dan ook grotendeels aangewezen op het verlenen van diensten, maar ook hier zijn de grote afstanden spelbreker. De werkloosheid is groot en dit is een van de oorzaken dat men wegtrekt. Enig lichtpunt in deze is het toerisme. Door de gemeente lopen internationaal bekende wandelpaden, waarbij men van hut tot hut trekt; men komt dagen niemand tegen. In de loop der tijden zijn ook sneeuwscooterroutes afgebakend; men mag ze gebruiken als men de natuur intact houdt. Een andere bron is het rendierhoeden door de Saami, doch ook dat neemt de laatste tijd af. Sinds de jaren 60 vestigen steeds meer Saami op een vast adres. De grote werkloosheid, de lange dagen in de zomer en lange nachten in de winter hebben het gebruik van alcohol tot een ongezond peil gebracht.

## Verkeer

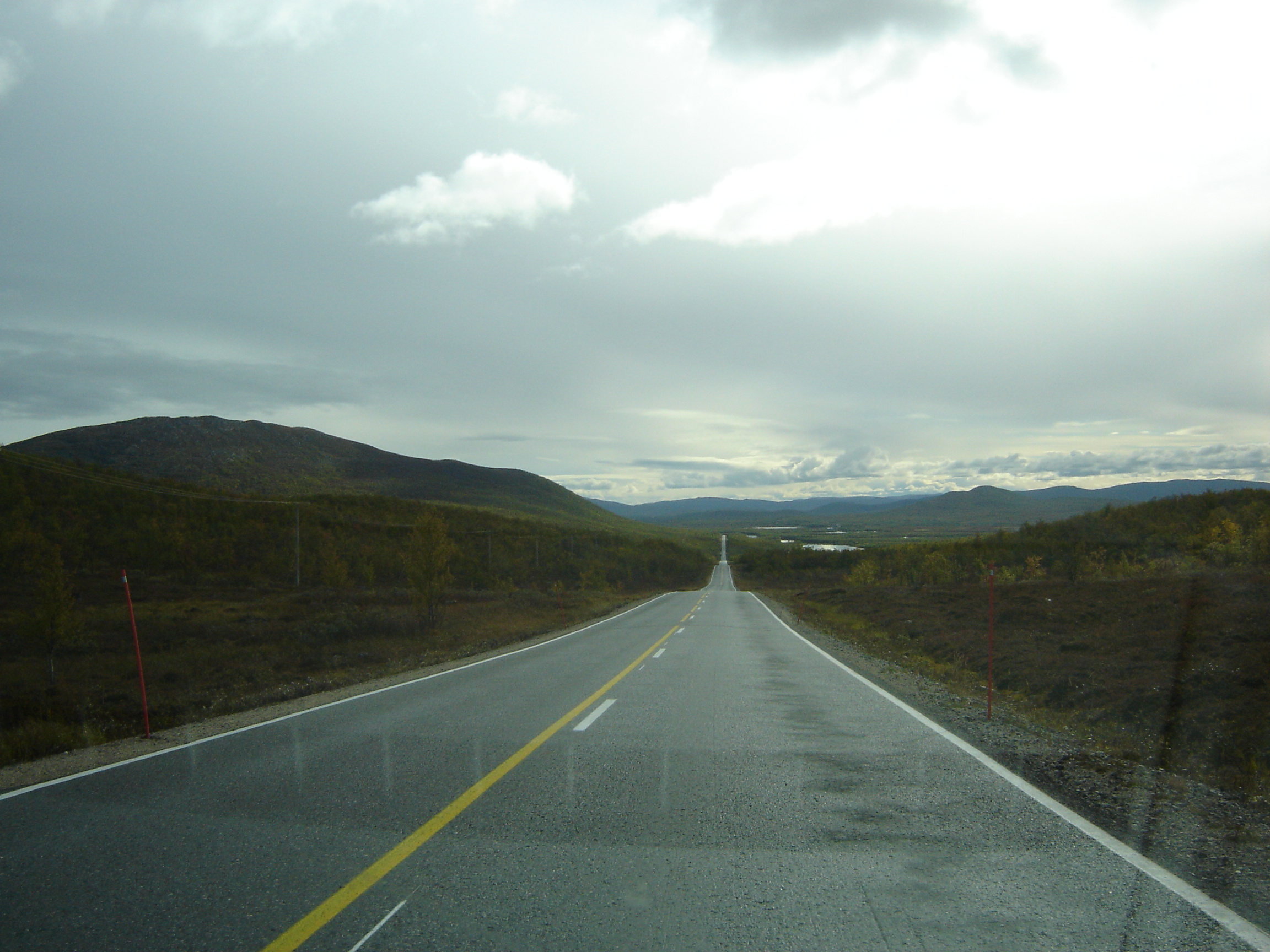
E8 of rijksweg 21

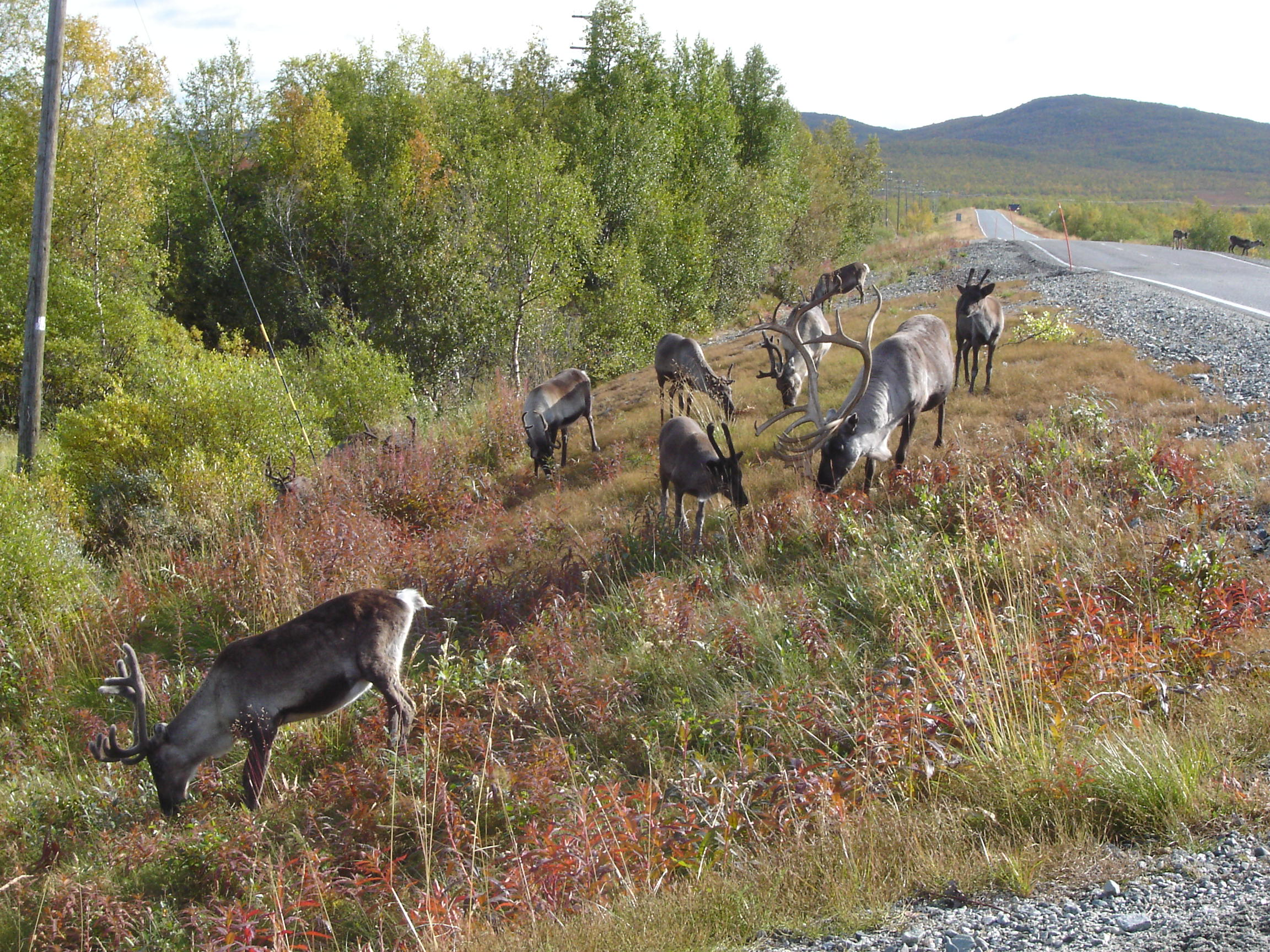
Rechts de E8

Enontekiö heeft een vliegveld, luchthaven Enontekiö, dat verbinding heeft met Helsinki. Bij de grotere dorpen Kilpisjärvi en Karesuvanto zijn noodvliegveldjes. Het meest transport moet over de weg, per auto dan wel per bus. Het wegennet bestaat uit eigenlijk uit slechts drie wegen. Deze wegen hebben te lijden onder het klimaat en het moeras, dan wel steen waar ze op zijn aangelegd. Het Fins Ministerie van Transport geeft elk jaar een lijst uit met daarop de wegen die dat jaar in onderhoud zijn. De belangrijkste weg is zonder meer de Finse rijksweg 21, hier ook wel de E8. De weg loopt parallel aan de grensrivier en dat is in dit gebied ook de enige plek waar een weg mogelijk is. De weg 93 staat haaks op de weg en begint bij Palojuensuu voert naar Hetta en dan noordwaarts naar de dorpen Leppäjärvi en Palojärvi, de weg trekt verder naar het Noorse Kautokeino. De grensovergang Kivilompolo bestaat alleen nog op papier. Sinds Zweden en Finland beide in de EU zitten, is ook de grens bij Kaaresuvanto / Karesuando een formaliteit. Treinen zijn een onbekend fenomeen in de gemeente; het dichtstbij gelegen station is dat van Kolari, doch daar vertrekt slechts één trein per twee dagen.

## Onderwijs en zorg
De kleine bevolkingsdichtheid geeft problemen bij onderwijs en zorg. In de drie grotere dorpen Hetta, Karesuvanto en Kilpisjärvi wordt tot middelbaar onderwijs gegeven; hoger onderwijs vindt dan alleen in Hetta plaats. Voor de universiteit moet men in Rovaniemi zijn. Kilpisjärvi heeft wel een onderzoekstation van de Universiteit van Helsinki.
Qua zorg zijn er medische diensten in Karesuvanto en Hetta, maar men moet al snel voor zorg uitwijken naar Muonio in het zuiden. In Hetta is een centrale bibliotheek, maar er rijdt ook een bibliotheekbus; soms uit Hetta, soms uit Kittilä.

## Toeristische attracties

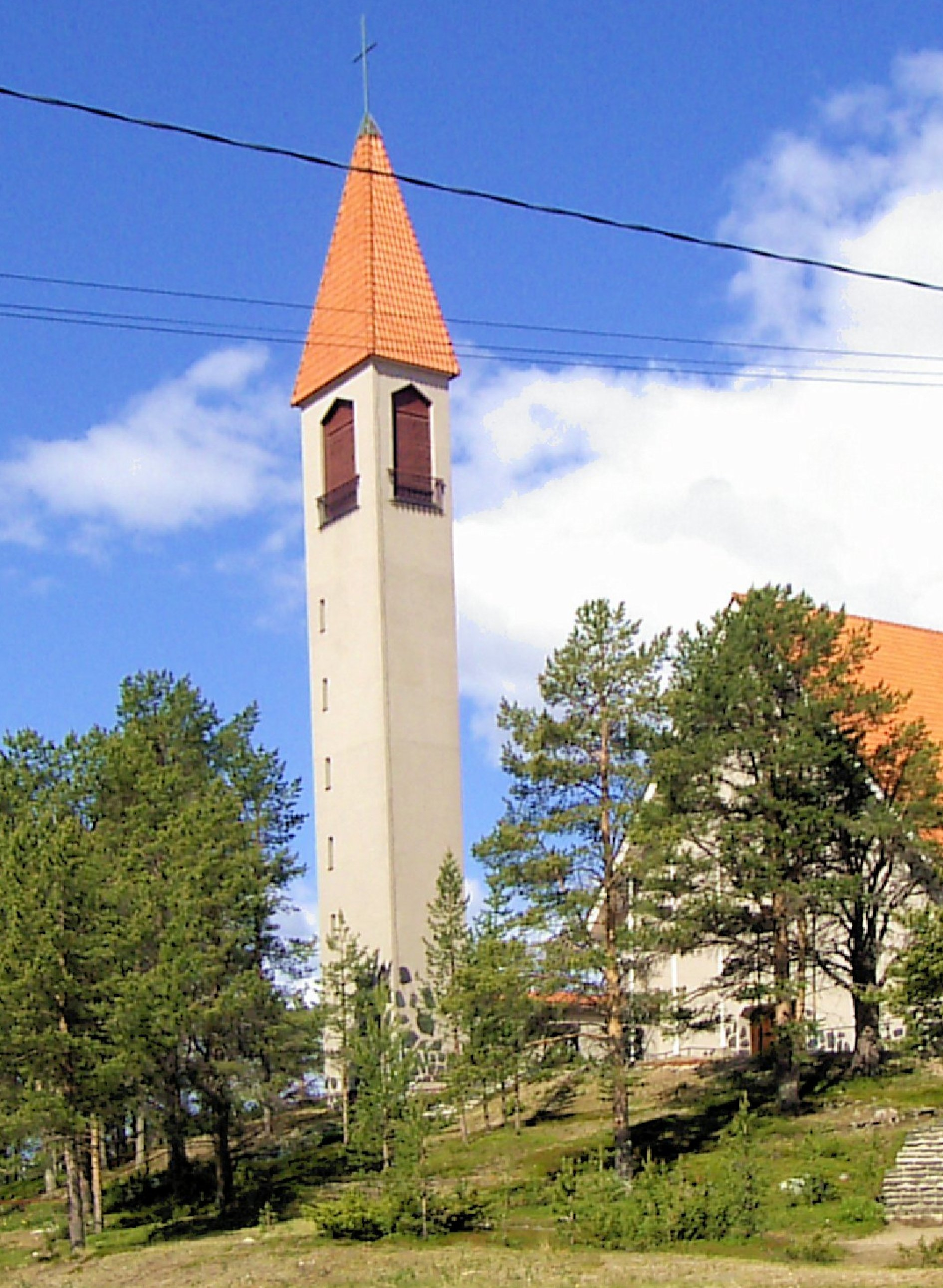
Zesde kerk in Hetta

In Hetta gelden de drie musea als toeristische attractie; ook de zesde kerk geldt als het bezoeken waard. De kerk werd na de Laplandoorlog herbouwd in 1951/1952 naar een ontwerp van Veikko Larkas. Maar men hoeft geen gebouwen in om een culturele reis te ondernemen. De dorpen Kulitma, Näkkälä, Nunnanen, Peltuvuoma, Pöyrisjärvi en Raittijärvi zijn inmiddels beschermd vanwege hun oude inrichting en wijze van bebouwing.

## Feestdagen
Sinds 1971 hebben de Saami een eigen feest; Maria’s dag (Hetta Marianpäivät), dat jaarlijks in maart wordt gehouden. Men heeft dan allerlei Saami-festiviteiten om het eigen gevoel te versterken. In aanvulling daarop heeft men in april de Muziekdagen van Hetta. Gedurende de wintermaanden is er het ijsvissen. Ten slotte viert men midzomer; alle winkels zijn dan vaak gesloten.